# Фрідріх IV (герцог Швабії)
Фрідріх IV (нім. Friedrich IV.; 1144/1145 — 19 серпня 1167) — герцог Швабії у 1152—1167 роках. Відомий також як Фрідріх фон Ротенбург.

## Життєпис
Походив з династії Гогенштауфенів. Син Конрада III, короля Німеччини, та Гертруди фон Зульцбах. Народився 1144 або 1145 року. У 1152 році після смерті батька був номінальним претендентом на трон, запропонованим Генріхом I, архієпископом Майнцьким (прихильником Папського престолу). Втім було обрано його стриєчного брата Фрідріха III, герцога Швабії. Натомість Фрідріх, син Конрада, отримав Швабське герцогство та Ротенбурзьке графство. Своєю резиденцією обрав замок Ротенбург. 1057 року в Вюрцбурзі був висвячений на лицаря. Брав участь в італійських походах Фрідріха I, імператора Священної Римської імперії.
1164 року підтримав Гуго II фон Нагольда, пфальцграфа Тюбінгену, у боротьбі з Генріхом Вельфом, герцогом Саксонії та Баварії. Лише у 1166 році на гофтазі в Ульмі імператорові вдалося замирити супротивників. Для зміцнення мирних стосунків Фрідріх IV пошлюбив доньку Генріха Лева.
1167 році брав участь в італійському поході імператора Фрідріха I. Після захоплення Рима в німецькій армії почалася епідемія малярії, від якої помер й герцог Швабії. Поховано в Ебрахському монастирі. Новим герцогом Швабії імператор зробив свого сина Фрідріха.

## Родина
Дружина — Гертруда, донька Генріха Вельфа, герцога Саксонії та Баварії.
Діти: не було.